# Santiago Neto
Manoel Santiago Neto, (São Borja- RS, 8 de janeiro de 1967), de nome artístico Santiago Neto,  (Santiago de Arlene) é um músico, compositor e produtor cultural brasileiro. Desenvolveu seu trabalho em Porto Alegre durante 30 anos (de 1986 até 2016), criando a Banda Sombrero Luminoso. Criou uma proposta estética baseada na fusão do rock com o linguajar do “portunhol”, ampliando o conceito de Rock Gaúcho para o universo fronteiriço e missioneiro do pampa riograndense. 

## Biografia
Santiago Neto é músico, compositor e produtor cultural brasileiro do Rio Grande do Sul nascido no dia 08 de janeiro de 1967 em São Borja, uma cidade missioneira (como denominam-se as cidades e as gentes da região das missões jesuíticas erguidas nos séculos XVI e XVII) que margeia o rio Uruguai, à vista de Santo Tomé do lado argentino.
Sua infância testemunhou um acervo de manifestações culturais locais produzido pelo Grupo Amador de Arte Os Angueras, de Apparício Silva Rillo e José Bicca – seu pai Sady Santiago (Sady Capincho) foi um dos criadores do grupo e do Festival da Barranca, encontro de compositores e decantadores da arte regional (onde aplica-se a o “manduca” como moeda solidária há mais de 30 anos). 
Na adolescência recebeu os impactos da música urbana e do rock. Mudou-se para Porto Alegre nos anos mais efervescentes da música gaúcha. Ali, sobre os jovens compositores interioranos então chegados à capital, flutuavam a MPG (Música Popular Gaúcha) e o Rock Gaúcho dos anos 80. Uma mistura de informações e referências  que trouxe um novo manancial criativo no contexto da música gaúcha. 
Em Porto Alegre, tornou-se o criador de uma proposta estética baseada na fusão do rock com o linguajar do “portunhol”, ampliando o conceito de Rock Gaúcho para o universo fronteiriço e missioneiro do pampa riograndense. Em sua carreira artística lançou 5 CDs, sendo dois em trabalho solo e três com o Sombrero Luminoso cuja Banda é o fundador e com a qual circulou durante 15 anos no mercado gaúcho de shows e espetáculos musicais. 
Em 2016 mudou-se para a Bahia com sua companheira a escritora e produtora executiva Arlene Lopes e na cidade de Itacaré-Bahia criaram A Sonora Casa Santiago de Arlene - Espaço Cultural Independente e passou a usar o nome artístco Santiago de Arlene. Em Itacaré foi membro do Conselho Municipal de Políticas Culturais. 
Em setembro de 2022, após seis anos na Bahia, retorna para Porto Alegre junto com  Arlene Lopes e mais oito pets (cinco cães e três gatos).  
Com o repertório renovado, traz no seu trabalho solo, releituras de autores brasileiros e estrangeiros, músicas inéditas em parceiria com Arlene Lopes, além das músicas autorais, incluindo os clássicos à frente do Sombrero Luminoso, numa performance com loops.

### Obra
O disco “O Pago Revisitado” (1997), foi um primeiro estudo sobre o que pode o universal enriquecer um sentimento puramente regional. O CD foi o primeiro projeto de música financiado pelo recém criado FUMPROARTE, Fundo Municipal de Financiamento Público a projetos culturais, em 1995. Este disco é considerado por muitos críticos e estudiosos da música gaúcha como uma iniciativa pioneira na fusão do Rock, elementos do blues e da música Folk norte-americana às milongas, vaneiras e chamamés feitos nos rincões longevos do Rio Grande do Sul.
No Sombrero Luminoso, com o Cd "Buena Onda” (2000), apareceu cantando em portunhol, exaltando camelôs e recorrendo a parafernálias tecnológicas em nome do amor bandido. Vencedor do Prêmio Açorianos de Música em 2001. 
À frente do Sombrero Luminoso o artista lançou mais dois álbuns: “Ahora que somos amigos” (2003) e Chiuaua> (2007).
A trajetória artística de Santiago Neto deu um novo salto estético no disco "Zero Zero do Santo Amém" (2012),  Santiago Neto  y Los Misionerotrónicos    que foi apresentado ao público em várias intervenções artísticas nas estações do metrô  durante o mês de maio de 2013. Este disco gerou a montagem do espetáculo que teve sua estréia na sala Zitarrosa em Montevideo, antes de ser apresentado no teatro Renascença em Porto Alegre em abril de 2015.
Suas canções integram as trilhas sonoras de dois longas-metragens do cineasta Jorge Furtado (Saneamento Básico, o Filme, Houve uma Vez Dois Verões e O Homem que Copiava) produzidos pela Casa de Cinema de Porto Alegre e no longa metragem Quase um Tango do cineasta Sérgio Silva. Também uma minissérie veiculada em rede nacional (Mulher de Fases  – HBO).  Compôs em parceria com a banda Papas da Língua, e em 2012 foi o autor das músicas integrantes do espetáculo “A Fantástica Fábrica de Natal” para o evento Natal Luz de Gramado.
Em 2014 e 2015 Santiago Neto  intensifica sua circulação no Cone Sul, iniciando no Uruguay uma busca pela expansão do sentido do gaúcho pampeano nas novas formas de criar. Estabeleceu relações com artistas e produtores culturais do país e nele mergulhou no universo cantautor, como um Bob Dylan  dos pampas, percorre os pagos hermanos com sua guitarra em punho e palavras em portunhol, o idioma clandestino que se fala nas fronteiras, e que aproxima os povos da maneira mas legítima de um paisano: a vontade de andar. Em dezembro de 2015 retorna ao Uruguai para uma série de 09 shows em bairros e parques da capital. Em março de 2016 na Fiesta del Rio, Montevideo UY,  com produção de Arlene Lopes, apresentou o Show Cordas y Tambores ao lado de dois percussionistas brasileiros. Em abril do mesmo ano, retornou ao Uruguai para uma apresentação solo no Bandaz en Red, na cidade de Minas de Lavalleja e outra na Sala Zitarrosa, em Montevideo.

### Gestão Cultural e Ativismo Político
Gestor Cultural e Ativista Político na Área da Música, da Cultura e das Artes desde 1998, onde implementou a Coordenação da Descentralização da Cultura
Trabalha em gestão cultural desde 1998, desde a implantação da coordenação de Descentralização da Cultura da Secretaria Municipal de Cultura de Porto Alegre (SMC). Produziu e dirigiu o Festival de Música de Porto Alegre e a Festa de Reveillón da capital. Implantou o Fundo Municipal de Cultura na cidade de São Leopoldo e coordenou a Feira da Música do Sul em suas duas edições.
Integrou o Colegiado Nacional de Música junto ao MINC, e o Fórum Nacional de Música (Fórum Permanente de Música do Rio Grande do Sul). Participou da elaboração do Plano Nacional de Cultura - Setorial de Música entre 2007 e 2010.
Entre 2011 e 2013 ocupou o cargo de diretor do Instituto Estadual de Música na Secretaria de Cultura do Estado do Rio Grande do Sul e a direção da Discoteca Pública Natho Henn na Casa de Cultura Mário Quintana. A partir de 2014 inicia o Circulador Criativo - Consultoria e gestão de projetos culturais e Iniciativas Culturais Sustentáveis. Recentemente integrou a comissão de seleção do Prêmio Funarte de Programação Continuada, no Rio de Janeiro. 

### Cargos
- Instrutor de teoria e solfejo na OMB (Ordem dos músicos do Brasil),para aspirantes ao registro profissional
- Supervisor das oficinas de músicas de Porto Alegre
- Coordenador de relações com a comunidade - Porto Alegre
- Assessor Especial do secretário para a implantação do Fundo Municipal de Cultura de São Leopoldo- RS [11]
- Secretariado Geral da Rede de Gestores Municipais da região metropolitana, sinos e paranhana.
- Diretor do Instituto Estadual de Música - IEM-RS

### Produtor Cultural
- Carnaval de São Leopoldo (2005 e 2009)
- Fórum Social Mundial 2005
- São Leopoldo Fest (2005)
- Festival de Música de Porto Alegre (2000 e 2006)
- Reveillon Oficial de Porto Alegre (2005)
- Feira da Música do Sul em suas duas edições (2009 e 2010)
- Curador da Funart

### Principais Apresentações
- Brahma Brasil Fest - Sanary Sur Mer - França (1998)
- Balaio Brasil SESC - SP (1999)
- Circulação de turnês do Sombrero Luminoso em casas de shows por diversas cidades do Rio Grande do Sul entre 2000 e 2013.
- Planeta Atlântida (2001)
- Fórum Social Mundial - show de abertura em (2005)
- Posse oficial da presidente Dilma Rousseff (2011)
- Feira da Música de Fortaleza (2014)
- Lalala Fest - Carmelo - Uruguai (2014)
- Las Palmeras Fiesta del Sonido - Aguas Dulces - Rocha Uruguai (2014)
- Bandaz en Red - Montevidéu - Uruguai (2015)
- Fiesta del Rio - Montevidéu - Uruguai (2016)
- Bandaz en Red - Minas de Lavalleja e Montevidéu- Uruguai (2016)

## Discografia
- 1997 - O Pago Revisitado (Santiago Neto)
- 2000 - Buena Onda (Sombrero Luminoso)
- 2003 - Ahora Que Somos Amigos (Sombrero Luminoso)
- 2007 - Chiuaua ( Sombrero Luminoso)
- 2012 - Zero Zero do Santo Amém (Santiago Neto y Los Misionerotrónicos)

## Prêmios e indicações

### Prêmio Açorianos
| Ano  | Categoria              | Indicação     | Resultado |
| ---- | ---------------------- | ------------- | --------- |
| 2000 | Compositor de Pop/Rock | Santiago Neto | Vencedor  |
| 2013 | Intérprete de Pop      | Santiago Neto | Indicado  |